# Charles Francis Richter
Charles Francis Richter (Hamilton, 26 de abril de 1900 — Pasadena, 20 de abril de 1985) foi um sismólogo estadunidense.
Richter ficou famoso ao criar, em colaboração com Beno Gutenberg, uma escala que quantifica a grandeza (energia libertada) pelos terremotos, que ele usou pela primeira vez em 1935. Richter e Gutenberg trabalhavam então no Instituto de Tecnologia da Califórnia (Caltech).

## Biografia
Nascido em Hamilton, Ohio, Richter estudou na Universidade Stanford e Instituto de Tecnologia da Califórnia, onde obteve seu Ph.D. em física teórica em 1928. Trabalhou no Instituto Carnegie de Washington (1927-1936) antes de ser nomeado para o Instituto de Tecnologia da Califórnia, onde se tornou professor de sismologia em 1952.
Richter desenvolveu a sua escala para medir a força dos terremotos em 1935. Escalas anteriores tinham sido desenvolvidas por De Rossi em 1880 e por Giuseppe Mercalli em 1902, mas ambos usavam uma escala descritiva, definida em termos de danos em edifícios bem como o comportamento e a resposta da população. Isso restringia o seu uso para a medição de terremotos em áreas povoadas, e fez escalas em relação ao tipo de técnicas de construção e materiais utilizados.
A escala de Richter é absoluta, com base na amplitude das ondas produzidas pelo terremoto. Ele definiu a magnitude de um terremoto como o logaritmo na base 10 da amplitude máxima das ondas, medido em microns. Isto significa que as ondas cujas amplitudes diferem por um fator de 100 diferem por 2 pontos na escala Richter. Com Beno Gutenberg tentou converter os pontos em sua escala em energia liberada. Em 1956, eles mostraram que a magnitude 0 corresponde a cerca de 1 011 ergs (104 joules), enquanto a magnitude 9 é igual a 1 024 ergs (1 017 joules). Um aumento de uma unidade de energia significa cerca de 30 vezes mais do que está sendo liberado. O maior terremoto registrado até agora tinha um valor na escala Richter de 8,9. Em 1954, Richter e Gutenberg produziram um dos textos básicos sobre sismologia, sismicidade da Terra.

## Trabalhos
- Richter, CF (1976). «Earthquake Light in Focus». Science. 194 (4262). 259 páginas. Bibcode:1976Sci...194..259R. PMID 17738034. doi:10.1126/science.194.4262.259
- —; Archambeau, C. B.; Brune, J. N.; Anderson, D. L.; Smith, S. W.; Al, J. H.; Bai, L. F.; Ryall, A.; Boucher, G.; Emilian, C.; Harrisoi, C. G. A.; Swansoi, M. (1970). «Earthquakes and Nuclear Detonations». Science. 167 (3920): 1011–1014. Bibcode:1970Sci...167.1011A. ISSN 0036-8075. PMID 17749620. doi:10.1126/science.167.3920.1011
- — (1969). «Transversely Aligned Seismicity and Concealed Structure». Science. 166 (3902): 173–178. Bibcode:1969Sci...166..173R. PMID 17731474. doi:10.1126/science.166.3902.173
- — (1958). «New Dimensions in Seismology: Earthquakes are characterized by geographical position, instant of occurrence, depth, and magnitude». Science. 128 (3317): 175–182. Bibcode:1958Sci...128..175R. PMID 17814547. doi:10.1126/science.128.3317.175
- — (1956). «Dangerous Dagger». Science. 123 (3200). 723 páginas. Bibcode:1956Sci...123..723R. PMID 17740174. doi:10.1126/science.123.3200.723
- — (1943). «Mathematical Questions in Seismology» (PDF). Bull. Amer. Math. Soc. 49 (7): 477–493. doi:10.1090/s0002-9904-1943-07923-2
- —; Gutenberg, B (1936). «Magnitude and Energy of Earthquakes» (PDF). Science. 83 (2147): 183–185. Bibcode:1936Sci....83..183G. PMID 17770563. doi:10.1126/science.83.2147.183
- — (1935). «An instrumental earthquake magnitude scale» (PDF). Bulletin of the Seismological Society of America. 25 (1–2): 1–32. doi:10.1785/BSSA0250010001. Cópia arquivada (PDF) em 30 de julho de 2013